# Juniorská liga UEFA
Juniorská liga UEFA (anglicky UEFA Youth League) je fotbalová soutěž pořádaná Evropskou fotbalovou asociací (UEFA) pro akademie a rezervy profesionálních fotbalových týmů. První ročník se odehrál v sezóně 2013/14, vítězem se stala akademie klubu FC Barcelona.

## Podoba soutěže
Do skupinové fáze soutěže se kvalifikují akademie týmů, které postoupily do skupinové fáze Ligy mistrů UEFA (32 týmů). Kluby jsou rozděleny do 8 čtyřčlenných skupin (A–H) podle losu z Ligy mistrů a hrají mezi sebou systémem doma – venku. První ze skupiny postupuje do osmifinále. Mezitím dalších 32 týmů (vítězové domácích juniorských lig v 32 nejlepších zemích podle koeficientu UEFA) hraje playoff systémem doma – venku, dokud nezbude 8 týmů. Ty pak odehrají play-off zápas s druhým týmem ze základní skupiny. Vítěz postoupí do osmifinále, kde se utká s vítězem skupiny. Dále pak turnaj pokračuje vyřazovací způsobem na jeden zápas až do finále. Po odehrání osmifinále následuje čtvrtfinále a posléze semifinále, které se obvykle hraje na Colovray stadionu v Nyonu. Finále se hraje pouze jednou a to opět na Colovray stadionu. 

## Finalisté
| Sezóna  | Vítěz                               | Skóre                               | Finalista                           | Stadion                             |
| ------- | ----------------------------------- | ----------------------------------- | ----------------------------------- | ----------------------------------- |
| 2024-25 | FC Barcelona                        | 4–1                                 | Trabzonspor                         | Colovray Stadium, Nyon              |
| 2023-24 | Olympiacos                          | 3–0                                 | AC Milán                            | Colovray Stadium, Nyon              |
| 2022–23 | AZ Alkmaar                          | 5–0                                 | HNK Hajduk Split                    | Stade de Genève, Ženeva             |
| 2021–22 | Benfica                             | 6–0                                 | FC Red Bull Salzburg                | Colovray Stadium, Nyon              |
| 2020–21 | Zrušeno z důvodu pandemie covidu-19 | Zrušeno z důvodu pandemie covidu-19 | Zrušeno z důvodu pandemie covidu-19 | Zrušeno z důvodu pandemie covidu-19 |
| 2019–20 | Real Madrid                         | 3–2                                 | Benfica                             | Colovray Stadium, Nyon              |
| 2018–19 | FC Porto                            | 3–1                                 | Chelsea FC                          | Colovray Stadium, Nyon              |
| 2017–18 | FC Barcelona                        | 3–0                                 | Chelsea FC                          | Colovray Stadium, Nyon              |
| 2016–17 | FC Red Bull Salzburg                | 2–1                                 | Benfica                             | Colovray Stadium, Nyon              |
| 2015–16 | Chelsea FC                          | 2–1                                 | Paris Saint-Germain                 | Colovray Stadium, Nyon              |
| 2014–15 | Chelsea FC                          | 3–2                                 | FK Šachtar Doněck                   | Colovray Stadium, Nyon              |
| 2013–14 | FC Barcelona                        | 3–0                                 | Benfica                             | Colovray Stadium, Nyon              |